# Langiás (ås i Island, lat 65,47, long -17,12)
Langiás är en ås i republiken Island. Den ligger i regionen Norðurland eystra, 270 km nordost om huvudstaden Reykjavík.